# Planolocha obliquata
Planolocha obliquata is een vlinder uit de familie van de spanners (Geometridae). De wetenschappelijke naam van de soort is voor het eerst gepubliceerd in 1892 door Thomas Pennington Lucas.
De soort komt voor in Australië.